# Bamse
Bamse (in svedese Bamse – Världens starkaste björn, "L'orso più forte del mondo") è un cartone animato svedese creato da Rune Andréasson. Il cartone animato emerse per la prima volta come una serie di cortometraggi televisivi nel 1966, prima di essere pubblicato periodicamente nella propria rivista di fumetti dal 1973. Ci sono anche film e libri che trattano di Bamse.
Il protagonista del fumetto è un orso bruno di nome Bamse; questo, quando mangia un tipo di miele chiamato dunderhonung ("il miele ruggente") che sua nonna fa per lui, diventa l'orso più forte del mondo. Altri personaggi importanti includono il timido coniglio Lille Skutt e l'inventiva tartaruga Skalman.

## Storia
Prima di inventare Bamse, Andréasson aveva molta esperienza nello scrivere fumetti sugli orsi. Soprattutto un fumetto, Teddy, che assomigliava molto a Bamse come personaggio. Teddy anche era l'orso più forte del mondo, ma non aveva bisogno del miele speciale per essere forte, quindi Andréasson ebbe difficoltà a inventare avventure emozionanti. Per rendere il fumetto più eccitante, progettò quindi Bamse. La prima apparizione di Bamse fu in una serie televisiva in bianco e nero, presentata per la prima volta il 29 ottobre 1966. Una settimana dopo, il primo fumetto fu pubblicato sulla rivista Allers. Bamse fece parte della rivista ogni settimana fino al 1970. Nel 1972 Bamse tornò in televisione. Venne registrata una nuova serie televisiva di sette episodi, questa volta a colori, trasmessa nell'inverno 1972-1973. Dal gennaio 1973, Bamse ottenne anche una sua pubblicazione e da allora è stato pubblicato più di 530 volte.

## Personaggi principali
- Bamse, il protagonista, è un orso bruno che cerca sempre di aiutare chi ne ha più bisogno. È conosciuto come l'orso più gentile del mondo e usa la violenza solo quando è assolutamente necessario. Bamse è sposato con Brummelisa e hanno quattro figli.[3]
- Lille Skutt è un coniglio molto timido e insicuro. Vive con sua moglie Nina Kanin su un moncone e lavora come postino data la sua velocità. Nonostante la sua grande paura del pericolo, non esita mai a correre i rischi necessari per aiutare i suoi amici.[4]
- Skalman è una tartaruga inventiva che trasporta di tutto sul suo carapace, tranne locomotive, astronavi e navi a vapore. È il migliore amico di Bamse e Lille Skutt e li accompagna sempre nelle loro avventure. Skalman ha un orologio per dormire che gli dice esattamente quando mangiare e dormire, e lo segue alla cieca, ignorando le circostanze.[5]
- Vargen (il lupo) fu il principale antagonista durante i primi anni del fumetto. Inizialmente era il campione del mondo della malvagità, ma la gentilezza di Bamse lo ha cambiato e oggigiorno Vargen è solito andare d'accordo con tutti gli altri.[6]

## Morale e politiche
Il fumetto ha sempre avuto uno scopo educativo. I valori di Bamse includono un forte rifiuto della violenza, che è dimostrato in una delle sue frasi preferite: "La violenza non ha mai reso nessuno gentile". Vargen, il primo antagonista dei fumetti, fa amicizia con Bamse per essere trattato con gentilezza. I protagonisti si oppongono fortemente al razzismo e alle molestie. Ogni pubblicazione ha sempre alcune "pagine scolastiche" che cercano di educare il lettore su alcuni fenomeni in questo mondo. Ci sono anche riviste separate che si concentrano solo sull'insegnamento dei numeri, dell'orologio o dell'alfabeto. Bamse è stato criticato per promuovere una politica di sinistra. L'unico antagonista permanente del fumetto, Krösus Sork, è un capitalista avaro che sembra essere il simbolo dell'avidità delle multinazionali. Nel 1983 Andréasson, l'autore, in una delle pagine scolastiche della pubblicazione, scrisse della rivoluzione comunista cinese con parole positive e fu criticato per non aver menzionato nemmeno la violenza verificatasi durante la rivoluzione stessa.

## Prodotti correlati
Rune Andréasson non voleva che Bamse fosse usato come uno strumento commerciale. Nonostante ciò, diversi prodotti usarono Bamse per promuoversi. Esempi di questi prodotti sono:
- Una serie di prodotti per l'igiene per i bambini; la serie comprende un dentifricio, uno shampoo, una lozione e un marchio di cerotti.
- Bamse, un gioco GameBoy degli anni Novanta.
- Una collezione di abbigliamento per bambini del marchio Lindex.
- Bamse in Egitto, un gioco per computer del 2007.
- "Il mondo di Bamse" (in svedese Bamses Värld), un parco a tema allo zoo di Kolmården in Svezia.

Il soggetto di Andréasson ispirò anche due film, Bamse and the Thief City del 2014 e il suo seguito Bamse and the Witch's Daughter del 2016.